# 日本オキシラン
日本オキシラン株式会社（にほんオキシラン、英: Nihon Oxirane Co.,Ltd.）は、住友化学グループの化学メーカーである。

## 沿革
- 1972年 - 住友化学、昭和電工、ハルコン、ARCO（のちのライオンデル・バセル）の共同出資により、会社設立。
- 1975年 - 操業開始。
- 1980年 - ARCOがハルコンの持分を取得。
- 1982年 - 製造部門を分離、住化・ARCO折半出資によりスミアルコ設立。
- 1987年 - 日本オキシランがスミアルコを吸収合併。
- 2002年6月 - 住化が昭電の持分を取得、住化とライオンデルの出資比率が50:50となる。
- 2003年3月 - 住化が出資比率を60%に引き上げ、住化による日本オキシランのスチレンモノマー受託販売を解消、自社による販売に切り替え[2]。
- 2013年12月 - 住化がライオンデルセンティニアルの保有株式40%全てを取得し、完全子会社化。
- 2015年5月 - スチレンモノマー、プロピレンオキサイドおよびプロピレングリコールの製造・販売を2015年5月をめどに終える予定。

## 事業所
- 本社 - 〒104-0031 東京都中央区京橋2丁目14番1号
- 千葉工場 - 〒299-0295 千葉県袖ケ浦市北袖2

## 主な製品
- スチレンモノマー - 年間生産量42万5千トン
- プロピレンオキサイド - 年間生産量18万1千トン
- プロピレングリコール - 年間生産量10万トン[3]